# S795

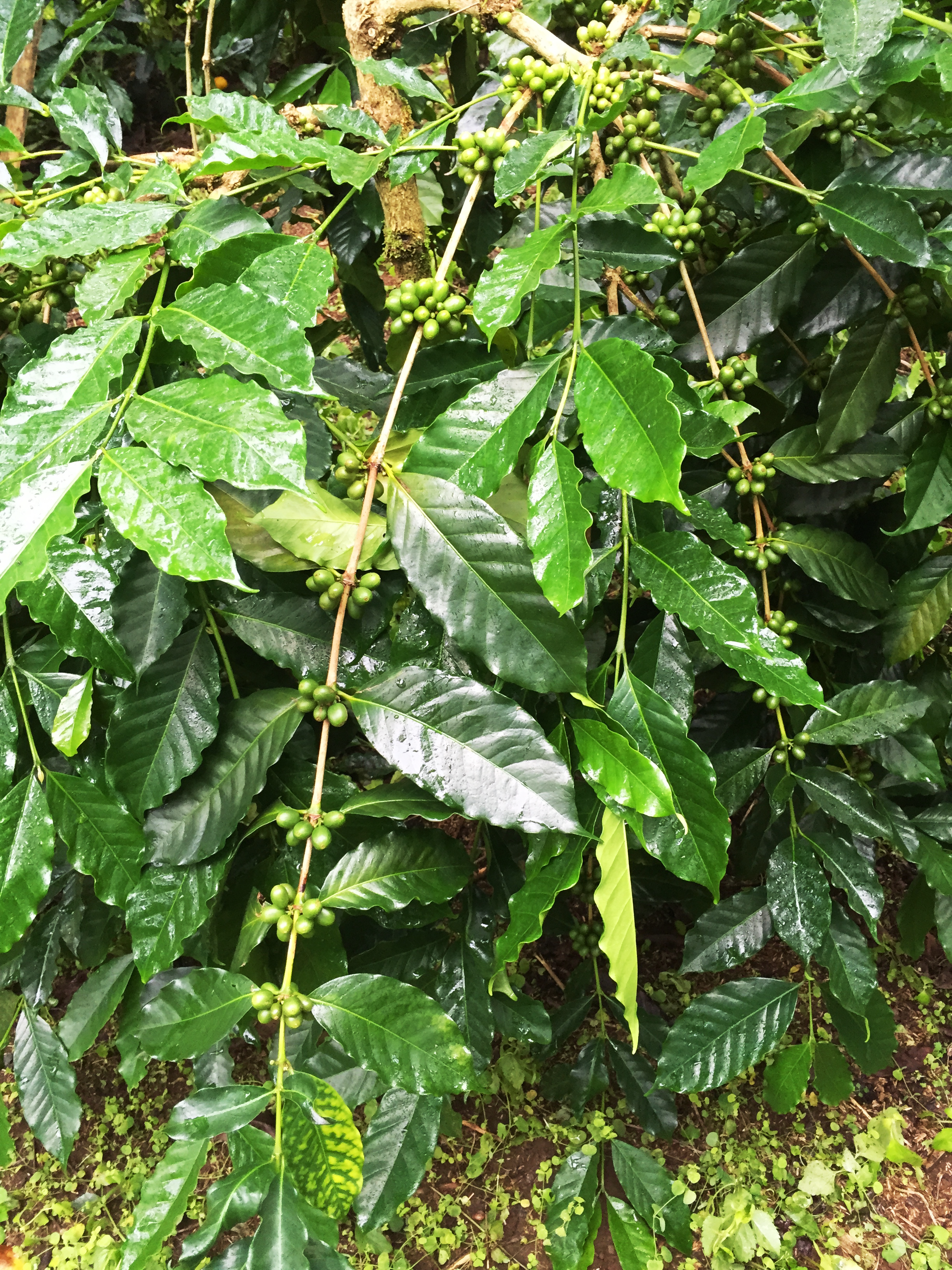
S795の灌木の枝と発達した結節

S795（Selection-795）はアラビカコーヒーノキの栽培変種。最初にコーヒー錆病菌への耐性が見つかった種の一つという点で重要な種である。
インドのバルホナコーヒー研究所が選定した種であり、アラビカ種及びS288として知られるリベリカ種、ケント種、ティピカ種の交雑種等の自然交雑種であると考えられる。リベリカ種、ケント種とも様々な錆病への耐性があり、ケント種は収穫が多いことで知られている。そのため、これらが交雑したS795も錆病耐性が高く、収穫量も多く、味も良い、極めて優良な種である。
S795はインド及びインドネシアの広域で栽培されている。インドでは、アラビカ種の作付け面積の25-30パーセントにも及ぶ。

## 概要
S795は背が高く生育が良い灌木で、最上部及び2番目の枝に多くの実（コーヒーチェリー）をつける。実は中程度の大きさで楕円形をしており、若い実は緑で成熟するとあかくなる。一つの結節は14から16程度の実をつける。新葉は明るい赤褐色をしている。

## 脚註
1. ↑  Value Chain Struggles: Institutions and Governance in the Plantation Districts of South India, 2009, p.124
2. ↑  Wintgens, Jean Nicolas (2012). Coffee: Growing, Processing, Sustainable Production (Second ed.). Wiley-VCH VerlangGmbH & Co. KGaA. pp. 78-9. ISBN 978-3-527-33253-3
3. ↑  Coffee: Botany, Biochemistry, and Production of Beans and Beverage, 1985, pp 52-53
4. ↑  Narasimhaswamy, R.L. (1960). “Arabica selection S.795-its origin and performance-a study”. Indian Coffee 24:  197-204.
5. ↑  Kushalappa, Ajjamada C.; Eskes, Albertus B. (1989). Coffee Rust: Epidemiology, Resistance, and Management. CRC Press. p. 329. ISBN 978-0849368998